# Скокан, Пётр Иванович
Пётр Иванович Скокан (11 апреля 1918, Томск — 10 января 1991, Москва) — советский архитектор, градостроитель, художник и общественный деятель. Заслуженный архитектор РСФСР (1986), лауреат премии Совета Министров СССР (1972), член президиума Союза архитекторов РСФСР. Автор проекта ордена Суворова.

## Биография
Родился 11 апреля 1918 года в Томске. Окончил московскую школу имени Нансена, поступил в Московский архитектурный институт (МАРХИ). Будучи студентом, спроектировал и построил павильон Юннатов на ВСХВ.
После начала Великой Отечественной войны Пётр Скокан прервал учёбу. Вернувшись в Москву из Ленинграда, где он проходил преддипломную практику, он был направлен на работы по маскировке объектов автозавода. Затем был отобран в группу из трёх добровольцев для заброски в тыл врага. После ускоренной подготовки вместе с группой десантировался в болотистой местности Белоруссии. Занимался разведкой и диверсиями. Осенью 1941 года группа пересекла линию фронта, передав командованию ценные сведения.
Затем Пётр Скокан был направлен в Центральное военно-проектное управление, где ему было предложено принять участие в закрытом конкурсе на проект ордена Суворова трёх степеней. Эскиз Петра Скокана был признан лучшим, он и был использован для изготовления ордена.
Позднее принимал участие памятников солдатам 4-го Украинского фронта, погибших при освобождении Западной Украины и штурме перевалов в Карпатах. Многие из них устанавливались в городах и сёлах через считанные дни после их освобождения. Инициатором установки этих памятников был начальник политуправления 4-го Украинского фронта М. М. Пронин. Всего установлено 35 памятников гранита, мрамора и бронзы.
Продолжив прерванную учёбу, окончил МАРХИ в 1943 году. В 1945 году окончил аспирантуру (МАРХИ); ученик академика И. В. Жолтовского.
В 1942—1945 годах работал в Центральном военно-проектном управлении «Военпроект», в 1945—1961 являлся главным архитектором проекта школы-мастерской И. В. Жолтовского в институте «Моспроект». В 1945—1959 годах разработал ряд альбомов типовых архитектурных элементов — оград, бетонных решёток, элементов благоустройства и мебели. В 1961—1962 годах — главный архитектор проекта мастерской № 8 им. И. В. Жолтовского и руководитель мастерской № 22 управления «Моспроект-1». В 1962—1966 годах — главный архитектор Бауманского района Москвы; в 1966—1973 — руководил мастерской № 16, в 1973—1991 — мастерской № 4 управления «Моспроект-2». С 1972 года являлся ответственным за проектирование и застройку улиц Богдана Хмельницкого (ныне — Маросейка) и Чернышевского (ныне — Покровка), в 1978—1989 годах занимался проектированием Бауманского и Калининского районов столицы.
Совершил множество поездок по СССР, во время которых собирал материалы по архитектуре. При этом зачастую передвигался на велосипеде. Также ездил в Италии, Франции, Кубе, Югославии, Австрии, Польше, Чехословакии, Финляндии, Англии. Из поездок он привозил множество рисунков, акварелей, обмеров, записей и фотографий.
Член Союза архитекторов СССР с 1942 года. Член КПСС. Неоднократно избирался членом партийного бюро, бюро Союза архитекторов, правления Центрального дома архитектора. Член президиума Союза архитекторов, депутат Бауманского райсовета города Москвы (1965—1968).
Скончался в Москве 10 января 1991 года. Похоронен на Ваганьковском кладбище. В 2010 году в музее архитектуры имени А. В. Щусева прошла выставка фоторабот П. И. Скокана.

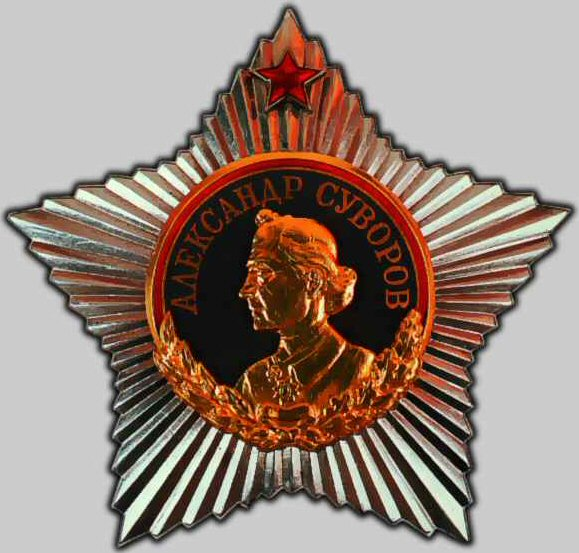
Орден Суворова — проект П. И. Скокана

## Проекты и постройки в Москве

### В Москве
- 1939 — павильон Юных натуралистов на ВСХВ, совместно с Н. К. Базалеевым;
- 1946 — конкурсный проект сельского клуба на 200 мест, совместно с Н. П. Гришиным (1-я и 2-я премии);
- 1949—1951 — жилые дома, совместно с Г. С. Дукельским, проспект Мира, 27, 29—31;
- 1951—1955 — реконструкция Государственного ипподрома, совместно с И. В. Жолтовским, В. Л. Воскресенским, Беговая улица, 22;
- 1950-е — проект кинотеатра на 3500 мест на Тургеневской площади, совместно с А. Б. Самсоновым (не осуществлён);
- 1962 — памятник И. В. Жолтовскому, совместно с Г. В. Михайловской и Н. П. Сукояном, Новодевичье кладбище;
- 1962—1972 — проекты планировки и застройки Новокировского проспекта, под руководством П. П. Штеллера;
- 1966—1974 — комплекс административных зданий, Ипатьевский переулок, 9—9/1, стр. 1, 4—10 (премия Совета Министров СССР);
- 1970 — памятник «Ленин-гимназист», совместно с В. Е. Цигалем, Огородная слобода (не сохранился);
- 1970—1977 — детальная планировка центральной части Москвы, в составе коллектива авторов;
- 1972—1977 — проекты планировки и застройки заповедной зоны улиц Богдана Хмельницкого, Чернышевского и Ивановских переулков, руководство коллективом авторов;
- 1973—1981 — Здание Совинцентра, в составе коллектива авторов под руководством М. В. Посохина, Краснопресненская набережная, 12;
- 1977 — кинотеатр «Новороссийск», совместно с Ю. Г. Павловым (премия Госстроя РСФСР), Покровка, 47;
- 1980-е — жилой дом, Покровка, 39;
- 1980-е — административное здание ЦК КПСС, Ильинка, 8, стр. 4;

### В других городах
- 1944—1945 — памятники погибшим солдатам 4-го Украинского фронта[3]
- 1963 — Санаторий «Горный» в Ливадии. Совместно с архитекторами И. В. Жолтовским, К. А. Шуманской и инженером Н. Симаковой (Большая Ялта, Крым)[6][3]

## Награды и звания
- Заслуженный архитектор РСФСР (1986)
- Премия Совета Министров СССР (1972)
- Орден Трудового Красного Знамени (1943)[2]
- Орден «Знак Почёта» (1974) — за успехи в выполнении и перевыполнении планов 1973 года и принятых социалистических обязательств[7]
- Орден Отечественной войны II степени (1985)[8]

## Семья
- Жена — Кира Александровна Шуманская (1922—?) — архитектор[9]